# Dicranomyia silens
Dicranomyia silens là một loài ruồi trong họ Limoniidae. Chúng phân bố ở miền Australasia.